# Čejkovice (Znojmo)
Čejkovice es una localidad del distrito de Znojmo, en la región de Moravia Meridional, República Checa. Tiene una población estimada, a principios del año 2021, de 226 habitantes.
Está ubicada al suroeste de la región, cerca de la orilla del río Dyje —un afluente del río Morava que, a su vez, lo es del Danubio—, de la frontera con Austria y la región de Vysočina, y a poca distancia al suroeste de la ciudad de Brno